# ニューブライトン桟橋

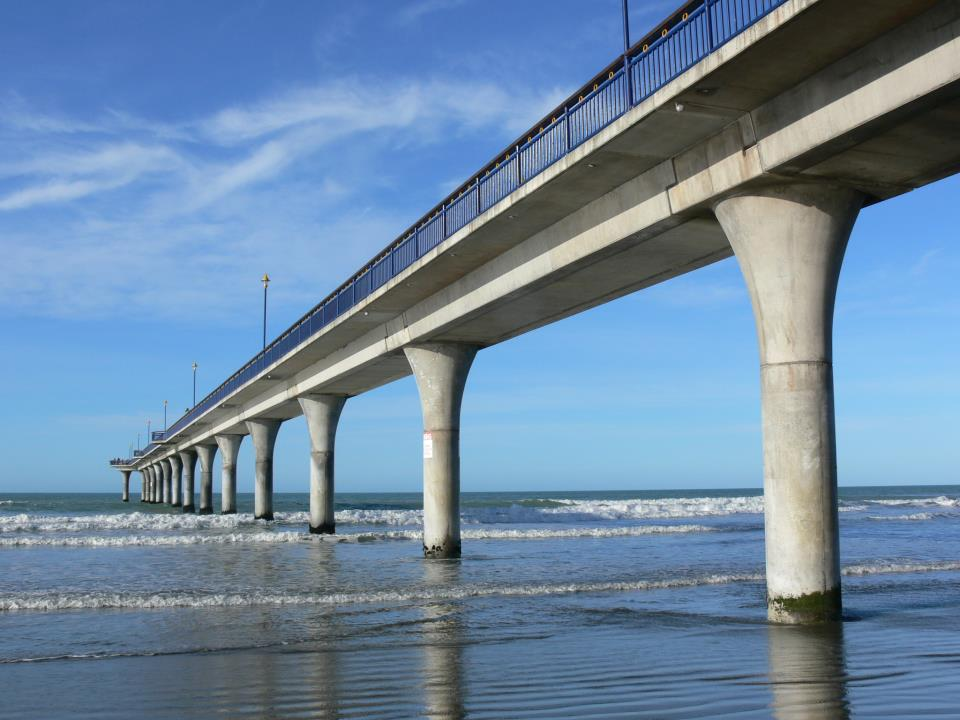
2代（2015年）

ニューブライトン桟橋はニュージーランドのクライストチャーチ郊外、ニュー・ブライトンにある桟橋である。オーストララシア最長の桟橋で、クライストチャーチの象徴の一つでもある。
現在のコンクリート製の桟橋は2代目であり、1997年11月1日に開業した。初代は木造で1894年1月18日にオープンし、1965年10月12日に取り壊された。

## 初代（1894年 - 1965年）

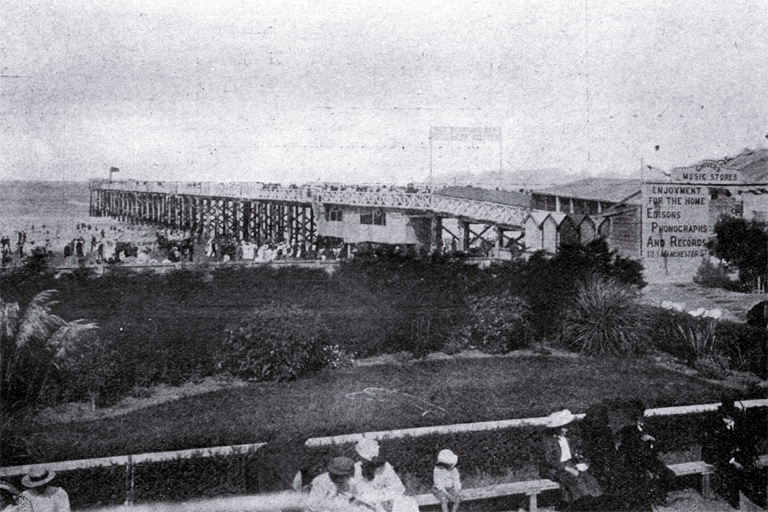
初代（1909年）

初代の桟橋は木製で、1891年に建設が始まり、1984年1月18日にニュージーランド総督第7代グラスゴー伯爵デイヴィッド・ボイルによって正式に開かれた。オープニングには他に、クライストチャーチ市長ウォルター・クーパー、リンウッド市長J.R.ブラント、代議院議員ジョージ・ジョン・スミス、代議院議員ウィリアム・ホワイトハウス・コリンズらが出席した。式典が終了すると同時に雨が降り始め、予定されていた花火は延期された。
桟橋の長さは210 mで、先端には大きな建物を含む八角形の端を建設する計画があったが実現されなかった。
時の経過とともに桟橋は朽ちてしまったため、市議会は桟橋の撤去を命じ、1965年10月12日早朝、引潮のわずか4時間半の間に解体された。

## 2代（1997年 - ）
撤去後、初代の桟橋を救うために運動した桟橋・海岸協会は、新しい桟橋のために募金・ロビー活動を行った。最終的に200万NZドルが集められると、クライストチャーチ市からの200万NZドルと合わせて新しい桟橋が建設されることになった。2代目にあたるこの桟橋は、初代とまったく同じ場所に建設され、鉄筋コンクリート製で全長300 mである。1997年11月1日に正式に開業し、初めはニューブライトンの、2011年のカンタベリー地震（この地震によりクライストチャーチの象徴であったクライストチャーチ大聖堂が大きく損壊した）後にはクライストチャーチ全体の象徴として知られ、主要な観光名所の1つとなっている。また、定期的に行われるスケートイベントや毎年11月5日に開催されるガイ・フォークス・ナイトの花火大会など、多くのイベントの会場にもなっている。桟橋はたびたび地震の被害を受けており、特に2016年のクライストチャーチ地震ではそれまでの蓄積もあって工事を行わなければならないほどになった。修理は2017年2月に開始され、850万NZドルの費用と16ヶ月の時間をかけて2018年5月に完了した。

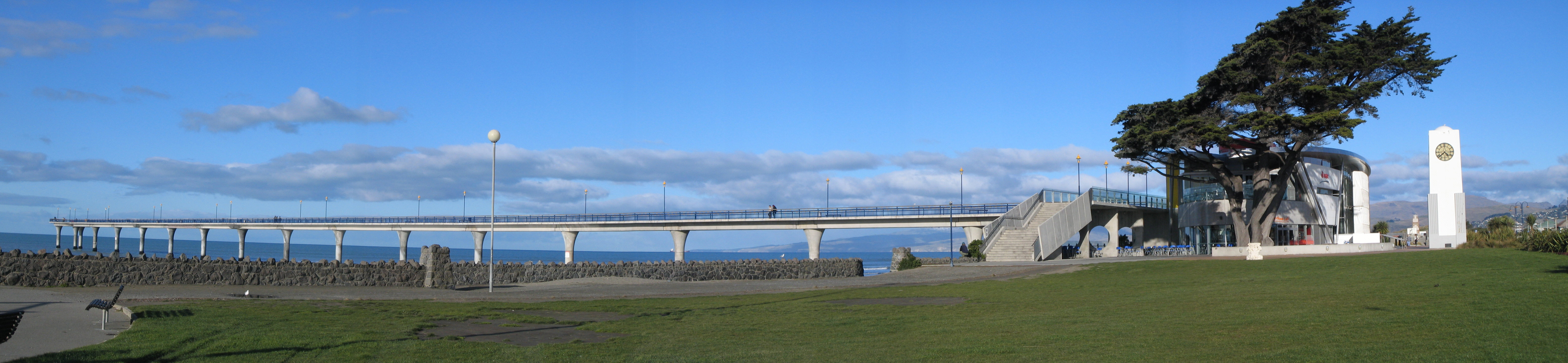
2代（2005年）